# À travers le Morbihan 1990
À travers le Morbihan 1990, prima edizione della corsa con questa denominazione e quindicesima in totale, si svolse il 27 maggio su un percorso di 223 km, con partenza e arrivo a Plumelec. Fu vinto dal belga Johan Museeuw della Lotto-Superclub davanti ai suoi connazionali Étienne De Wilde e Hendrik Redant.

## Ordine d'arrivo (Top 10)
| Pos. | Corridore           | Squadra           | Tempo    |
| ---- | ------------------- | ----------------- | -------- |
| 1    | Johan Museeuw       | Lotto-Superclub   | 5h33'57" |
| 2    | Étienne De Wilde    | Histor-Sigma      |          |
| 3    | Hendrik Redant      | Lotto-Superclub   |          |
| 4    | Franck Boucanville  | Z                 |          |
| 5    | Paul Popp           | Varta-ELK Haus-No |          |
| 6    | Thierry Claveyrolat | R.M.O.            |          |
| 7    | Jocelyn Jolidon     |                   |          |
| 8    | Brian Holm          | Histor-Sigma      |          |
| 9    | Laurent Jalabert    | Toshiba           |          |
| 10   | Christian Chaubet   | Toshiba           |          |